# 폴 티리 돌바크

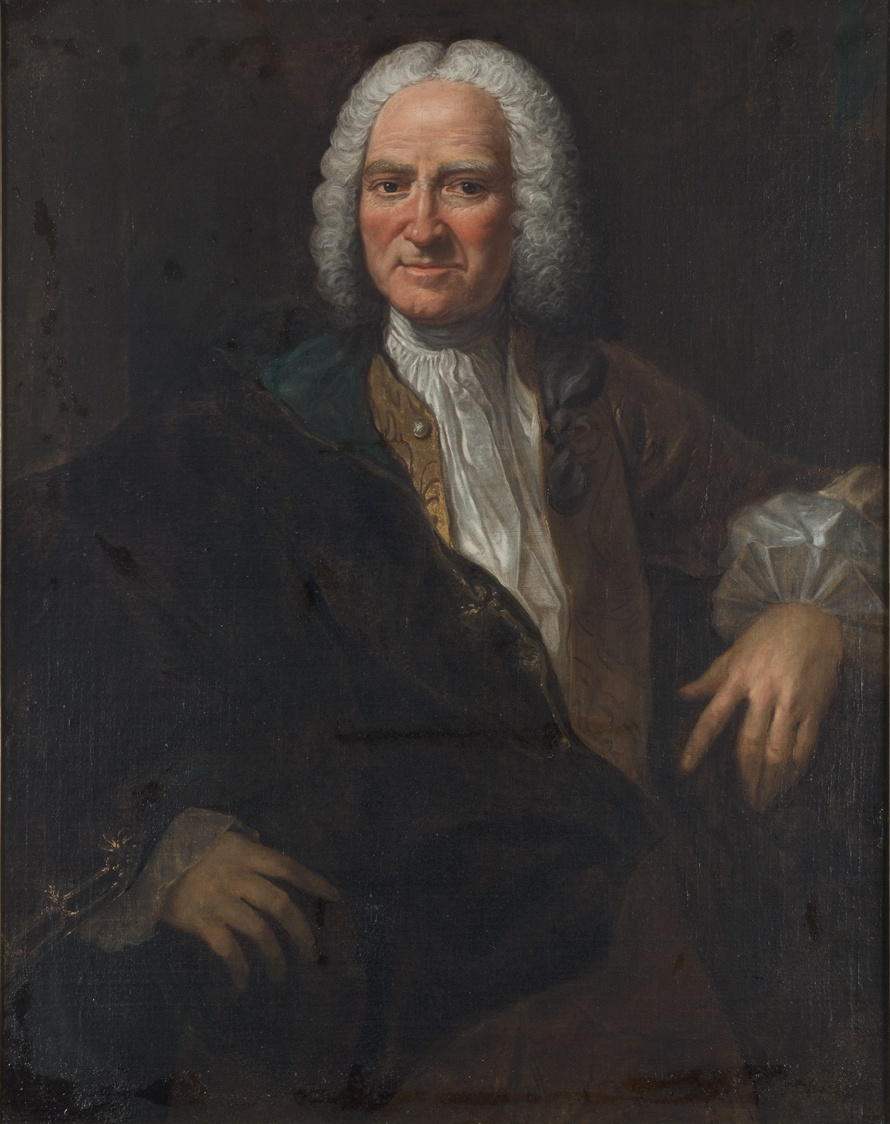
폴 티리 돌바크

폴 티리 돌바크 남작(프랑스어: Paul Thiry, baron d’Holbach, 1723년 12월 8일 ~ 1789년 1월 21일)는 18세기의 프랑스의 계몽사상가이다. 독일의 부유한 상인 집에 태어나 후에 프랑스로 귀화했다. 독일어 이름은 파울 하인리히 디트리히 폰 홀바흐(독일어: Paul Heinrich Dietrich von Holbach)다. 부친에게서 막대한 재산을 물려받은 그는 학문을 애호하여 파리의 자기 집을 살롱으로 삼아 유명한 철학자나 문학가를 초대했다. 주로 백과전서파 사람들이 모였는데 디드로, 엘베시우스, 콩디야크 등이 늘 찾아왔으며, 달랑베르·루소도 자주 출입했다. 그리고 자기 자신도 이러한 사람들의 사상적 영향을 강하게 받아 주저인 《자연의 체계》는 디드로와의 합작이라는 말을 들을 정도였다. 특히 디드로의 유물론, 콩디야크의 감각론, 엘베시우스의 이기주의의 영향은 확실하다. 주요 저서로는 《자연의 체계》, 《폭로된 기독교》(1756), 《종교의 관용에 관하여》(1769), 《사회의 체계》(1773) 등이 있다.

## 같이 보기
- 무신론자 목록